# The Brat
The Brat és una pel·lícula estatunidenca dirigida per John Ford i estrenada el 1931. Es basa en l'obra de Maude Fulton de 1917. Una pel·lícula muda prèvia amb el mateix títol havia estat rodada el 1919 amb Alla Nazimova. Aquesta versió de 1931 ha estat actualitzada amb els estàndards contemporanis, per exemple, vestuari, parlar, temes de les notícies .

## Argument[1]
Durant una batuda, The Brat, una noia de disset anys, és detinguda per haver robat aliments. Condemnada, és alliberada gràcies a l'escriptor MacMillan Forester, que paga una fiança i obté la seva custòdia. La porta a la seva propietat de Long Island…

## Repartiment
- Sally O'Neil: The Brat
- Alan Dinehart: MacMillan Forester
- Frank Albertson: Stephen Forester
- William Collier Sr.: Jutge O'Flaherty
- Virginia Cherrill: Angela
- June Collyer: Jane
- J. Farrell MacDonald: Timson
- Mary Forbes: Mrs. Forester
- Albert Gran: el bisbe
- Louise Mackintosh: Lenza
- Margaret Mann: la conserge
- Ward Bond: un policia

## Al voltant de la pel·lícula
- Una primera versió va ser rodada el 1919 per Herbert Blaché, amb Alla Nazimova i Charles Bryant. Otto Brower va realitzar un remake d'aquesta pel·lícula el 1940, sota el títol The Girl from Avenue A, amb Jane Whiters ii Kent Taylor,[2]
- L'escriptora Maude Fulton era també una actriu i va ser la protagonista en l'estrena a Broadway de 1917 de la seva pròpia obra. Dos dels coprotagonistesen van fer carrera en el cinema, Lewis Stone i Edmund Lowe.[3]